# Milunka Savić

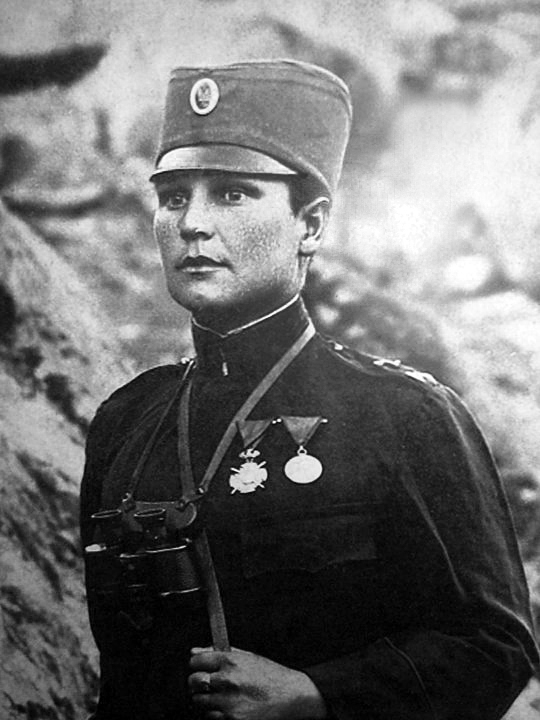
Milunka Savić (Zwischen 1914 und 1918)

Milunka Savić (serbisch-kyrillisch Милунка Савић, * zwischen 1888 und 1890 in Koprivnica bei Novi Pazar, Königreich Serbien; † 5. Oktober 1973 in Belgrad, SFRJ) war eine serbische Soldatin, die im Zweiten Balkankrieg und im Ersten Weltkrieg gekämpft hatte. Sie gilt als eine der am höchsten dekorierten Frauen der Militärgeschichte und wird in Serbien als Kriegsheldin angesehen.

## Biografie
Milunka Savić wuchs in der Siedlung Koprivnica auf. Als ihr Bruder im Jahr 1913 zum Kampf in den Zweiten Balkankrieg einberufen wurde, zog sie an seiner Stelle in den Krieg und verkleidete sich dafür als Mann. Sie diente dabei im 2. Infanterieregiment der ersten serbischen Armee, das auch als „Eisernes Regiment“ bekannt war. Unter anderem kämpfte sie bei der Schlacht von Bregalnica, die von Ende Juni bis Anfang Juli 1913 stattfand. Dafür erhielt sie eine Medaille und wurde zum Korporal befördert. Aufgrund ihrer während der Schlacht erlittenen Verletzungen wurde sie in einem Krankenhaus behandelt. Dabei wurde ihr wahres Geschlecht enthüllt.

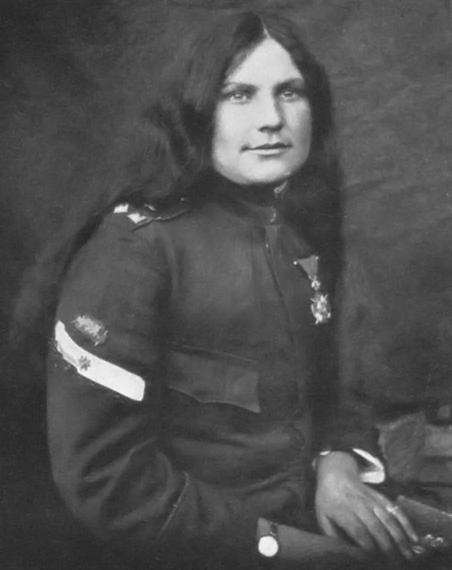
Milunka Savić

Im Ersten Weltkrieg kämpfte sie bei der Schlacht an der Kolubara. Dafür wurde sie mit dem Orden des Karađorđe-Sterns zweiter Klasse ausgezeichnet. 1916 kämpfte sie bei der von Oktober bis November stattgefundenen Schlacht am Cerna Bogen. Später zog sie mit der serbischen Armee über die albanischen Alpen. Nachdem französische Schiffe die serbische Armee nach Korfu evakuiert hatten, trat Savić der serbischen Brigade der Französischen Armee bei. Da sie in den Schlachten erneut verwundet wurde, wurde sie zur Behandlung nach Bizerta in Tunesien geschickt. Danach war sie bei der Salonikifront stationiert und wurde zur Unteroffizierin befördert.
Savić erhielt insgesamt sechs Kriegsauszeichnungen: Den Orden des Karađorđe-Sterns, den Orden der Ehrenlegion, den Russischen Orden des Heiligen Georg, den Orden vom Heiligen Michael und Georg, das Croix de guerre und die Miloš Obilić-Medaille. Savić war die einzige Soldatin, die im Ersten Weltkrieg das Croix de guerre erhalten hat.

### Späteres Leben
1919 wurde ihr angeboten, nach Frankreich umzuziehen, wo sie berechtigt gewesen wäre, Soldatenrente zu erhalten. Sie lehnte dieses Angebot ab und zog stattdessen 1923 in den Belgrader Bezirk Voždovac, wo sie als Postangestellte arbeitete. Im selben Jahr lernte sie ihren späteren Ehemann Veljko Gligorijević in Mostar kennen, von dem sie sich kurz nach der Geburt ihrer Tochter Milena ein Jahr später scheiden ließ. Ab 1927 arbeitete Savić als Reinigungskraft in einer Belgrader Hypothekenbank. 1945 erhielt sie eine staatliche Rente. Nachdem 1972 bekannt geworden war, dass Savić in Armut lebt, wurde ihr auf öffentlichen Druck hin von der Belgrader Stadtverordnetenversammlung eine kleine Wohnung bezahlt. Sie starb am 5. Oktober 1973 an einem Schlaganfall und wurde im Familiengrab auf dem Friedhof Novo Groblje in Zvezdara beerdigt.

## Vermächtnis
1995 wurde im Kurort Jošanička Banja bei Raška ein Denkmal für Savić errichtet. An ihrem ehemaligen Wohnhaus in Voždovac ist eine Gedenktafel angebracht. Einige Straßen in Serbien sind nach ihr benannt.
Am 25. September 2013 wurde im Historischen Museum in Belgrad eine multimediale Ausstellung über Savić' Leben vom serbischen Parlamentspräsidenten Nebojša Stefanović eröffnet, die in Zusammenarbeit mit dem serbischen Verteidigungsministerium und dem öffentlich-rechtlichen Sender Radio-Televizija Srbije organisiert wurde.
Am 7. Oktober 2013 wurde der Dokumentarfilm „Milunka Savić – heroina Velikog rata“ (= Milunka Savić – Heldin des Großen Kriegs) beim Sender Radio-Televizija Srbije im Fernsehen erstausgestrahlt. Die Produktion des Films wurde vom serbischen Kultur-, Außen- und Verteidigungsministerium unterstützt. Bereits am 1. Oktober wurde der Film im Zuge der ungarischen „Woche der serbischen Kultur“ in Budapest aufgeführt. Dabei waren unter anderem die Botschafter Bosnien und Herzegowinas und Deutschlands anwesend.
Am 10. November 2013 wurden Savić’ sterbliche Überreste in die Allee der Großen des Neuen Friedhofs in Belgrad umgebettet. Bei der Begräbnisfeier waren unter anderem der serbische Präsident Tomislav Nikolić, die Minister Nebojša Rodić, Ivan Mrkić und Velimir Ilić, der militärische Befehlshaber der Streitkräfte Serbiens Ljubiša Diković, der Erzbischof Stanislav Hočevar und Repräsentanten von Botschaften und Militärattachés von 19 Ländern anwesend. Präsident Nikolić gab dabei während einer Rede an, dass „Serbien die Erinnerung an diese Frau, die unter zahlreichen tapferen Menschen die tapferste war, wach beibehalten sollte“.
Der Dramatiker Peter Stanojlovića schrieb ein Einpersonenstück über Savić’ Leben, das am 17. September 2014 im Belgrader Jugendzentrum uraufgeführt wurde. Die Rolle von Savić wurde dabei von der serbischen Schauspielerin Vesna Stankovic verkörpert.
Im Jahre 2022 veröffentlichte die schwedische Power-Metal Band Sabaton den Song "Lady Of The Dark", der auf dem Album "The War to End All Wars" erschien und inhaltlich von Savić’Heldentaten erzählt.